# عليق مداد

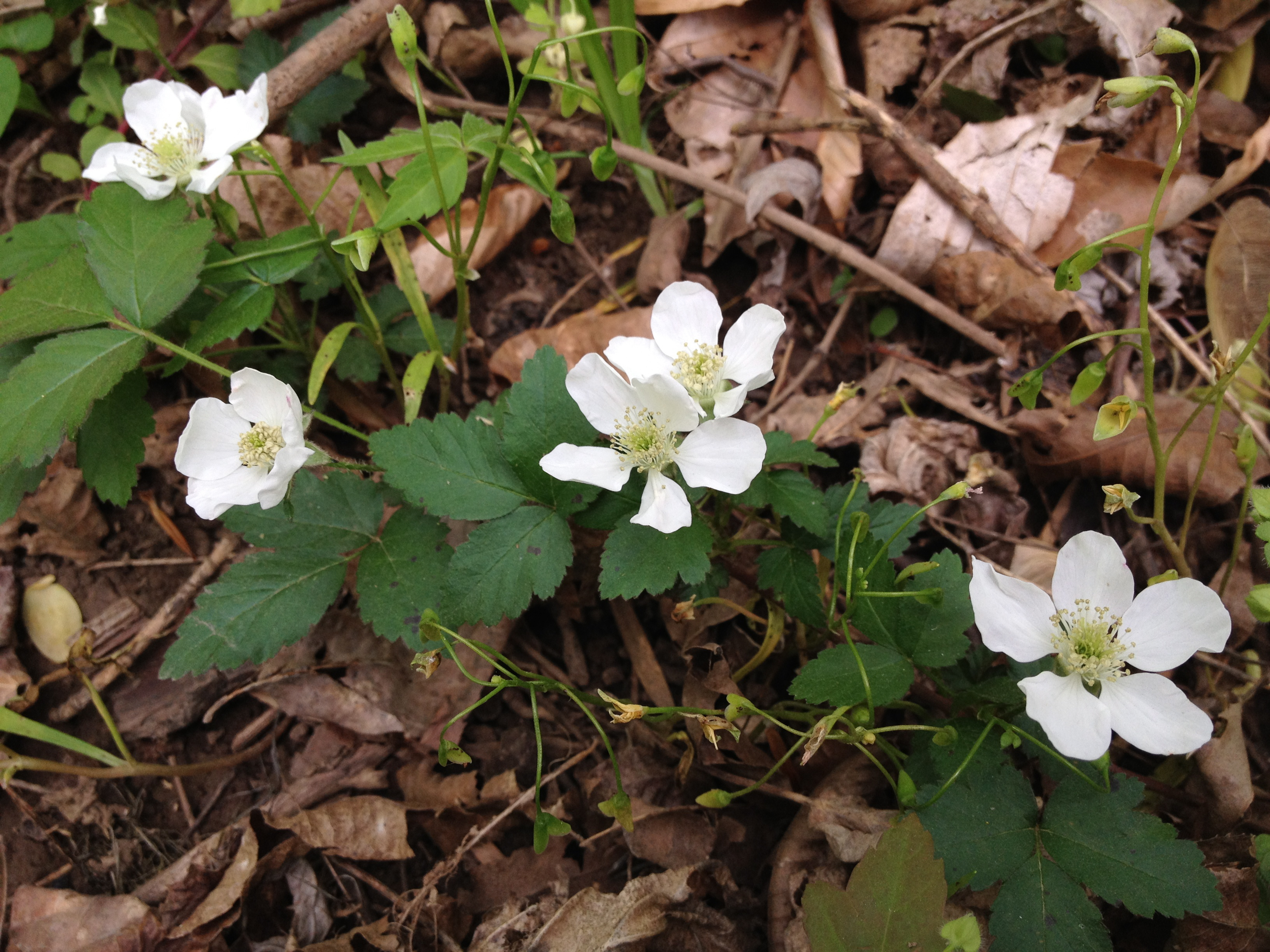
زهور

عَوْسَج مدَّاد أو عليق مدَّاد نبات دغلي سبروتي معمر. ساقه فرعاء مدادة. أوراقه ثلاثية أو خماسية التفريض خضراء البشرة لا خمل لها. أزهاره بيضاء اللون ثنائية التجميع أو فردية، محورية الارتكاز مستطيلة الأهن. ثماره إلى السواد البنفسجي. يزرع من أجل شموله السمتحب العطم الشائع الاستعمال.